# Cassandre Beaugrand
Cassandre Beaugrand (født 1997) er en fransk triatlet.

## Karriere
Hun repræsenterede Frankrig ved sommer-OL 2016 i Rio de Janeiro, hvor hun sluttede på en 30. plads.
Beaugrand vandt guld ved verdensmesterskabet i triatlon i mixed stafet i 2018.
Ved sommer-OL 2020 i Tokyo gennemførte hun ikke det individuelle løb. Senere tog hun bronze i den nye disciplin, mixed stafet.
Hun vandt kvindernes triatlon foran Julie Derron fra Schweiz og Beth Potter fra Storbritannien ved sommer-OL 2024 i Paris.  I mixed stafet kom det franske hold bestående af Pierre Le Corre, Emma Lombardi, Léo Bergère og Cassandre Beaugrand på fjerdepladsen.